# Flavius Josephus over Jezus
De Joodse historicus Flavius Josephus noemde Jezus van Nazareth misschien in twee passages van zijn Oude Geschiedenis van de Joden, gepubliceerd in 93/94 n.Chr. De eerste passage staat bekend als het Testimonium Flavianum en gaat over de levensloop van Jezus. De betrouwbaarheid van het Testimonium Flavianum wordt al sinds de 17e eeuw betwist en vanaf de 19e eeuw is men het er over het algemeen over eens dat het op zijn minst veranderd of zelfs volledig vervalst is door christelijke schrijvers. De tweede passage vermeldt alleen Jezus als de broer van Jakobus, waarschijnlijk Jakobus de Rechtvaardige. De meeste wetenschappers beschouwen die passage als authentiek.

## Het Testimonium Flavianum

### De tekst
De volgende passage is de Griekse versie van De Joodse Oudheden 18:63-64, met de vertaling van Meijer en Wes:
Boek XVIII:

Γίνεται δὲ κατὰ τοῦτον τὸν χρόνον Ἰησοῦς σοφὸς ἀνήρ, εἴγε ἄνδρα αὐτὸν λέγειν χρή: ἦν γὰρ παραδόξων ἔργων ποιητής, διδάσκαλος ἀνθρώπων τῶν ἡδονῇ τἀληθῆ δεχομένων, καὶ πολλοὺς μὲν Ἰουδαίους, πολλοὺς δὲ καὶ τοῦ Ἑλληνικοῦ ἐπηγάγετο: ὁ χριστὸς οὗτος ἦν. καὶ αὐτὸν ἐνδείξει τῶν πρώτων ἀνδρῶν παρ᾽ ἡμῖν σταυρῷ ἐπιτετιμηκότος Πιλάτου οὐκ ἐπαύσαντο οἱ τὸ πρῶτον ἀγαπήσαντες: ἐφάνη γὰρ αὐτοῖς τρίτην ἔχων ἡμέραν πάλιν ζῶν τῶν θείων προφητῶν ταῦτά τε καὶ ἄλλα μυρία περὶ αὐτοῦ θαυμάσια εἰρηκότων. εἰς ἔτι τε νῦν τῶν Χριστιανῶν ἀπὸ τοῦδε ὠνομασμένον οὐκ ἐπέλιπε τὸ φῦλον.

63In die tijd leefde Jezus, een wijs man, voor zover het geoorloofd is hem een man te noemen. Hij verrichtte namelijk daden die onmogelijk geacht werden, en hij was leermeester van mensen die met vreugde de waarheid tot zich namen. En veel Joden alsook velen van de Grieken bracht hij tot zich. Hij was de Christus. 64Ook nadat Pilatus hem op aanwijzing van de eerste mannen bij ons de straf van het kruis had opgelegd, gaven zij die het eerst in liefde waren gaan leven niet op. Hij was namelijk aan hen verschenen op de derde dag, opnieuw levend. De goddelijke profeten hadden die dingen en ontelbare andere wonderlijke dingen over hem gezegd. Tot op de dag van heden is de naar hem genoemde groep van de christenen niet verdwenen.

### Tekstgeschiedenis

#### Griekse overlevering

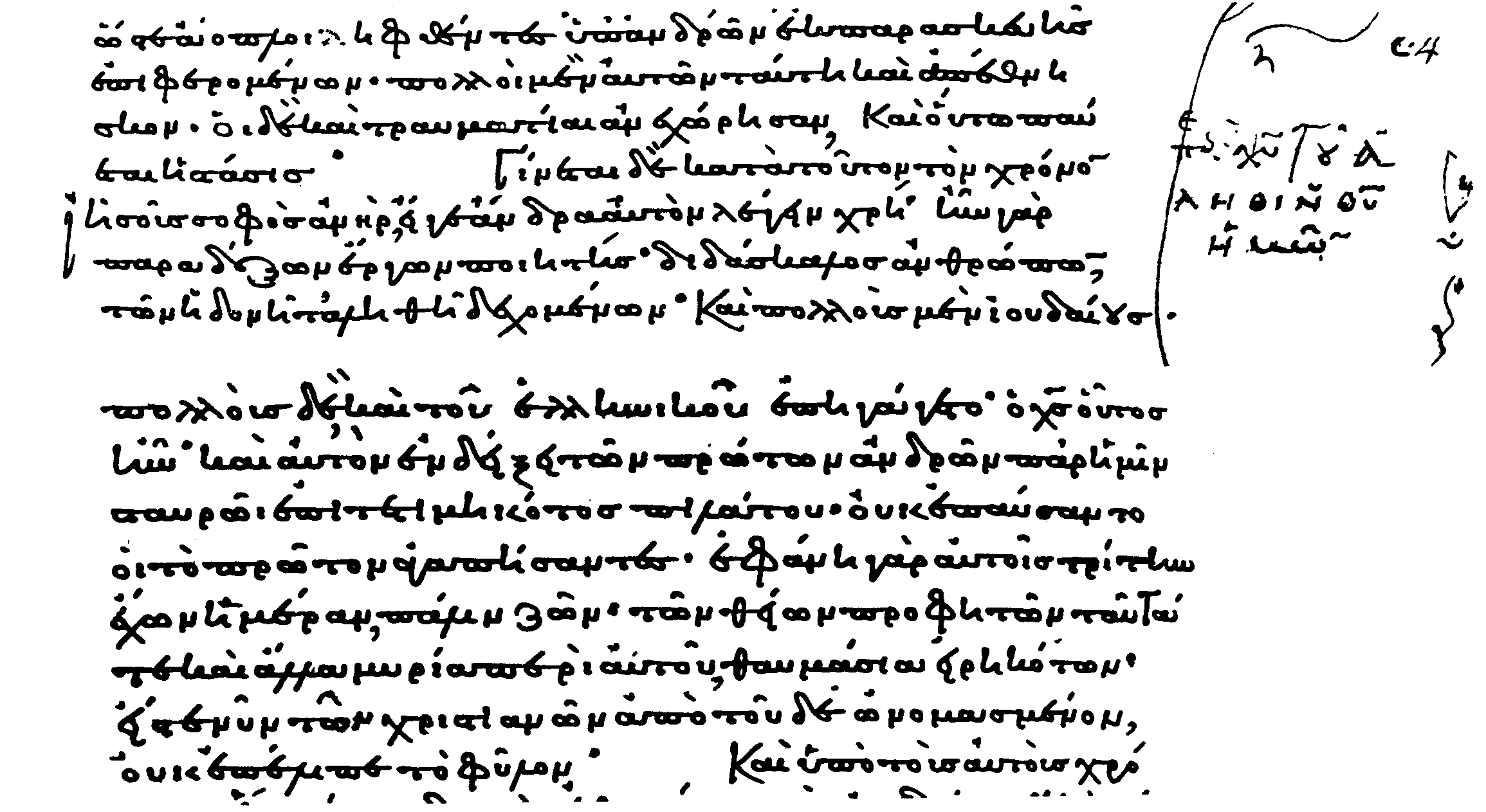
Reproductie van het Testimonium in het oudste bewaarde handschrift van het laatste deel van de Oude Geschiedenis van de Joden; Codex Ambrosianus (Mediolanensis) F. 128 uit de elfde eeuw

Deze passage komt voor in al de overgeleverde Griekse handschriften van dit gedeelte van De Joodse Oudheden. (De Griekse tekst lijkt te zijn overgeleverd in twee helften, de boeken 1–10 en de boeken 11–20.) Het gaat om drie handschriften, waarvan het oudste van rond de 11e eeuw dateert. Zoiets is niet uitzonderlijk bij handschriften uit de oudheid. Verder bestaan er losse citaten van het Testimonium bij antieke en middeleeuwse auteurs. De oudste hiervan zijn te vinden bij Eusebius, die schreef rond 324. Zijn citaten hebben vrijwel dezelfde vorm als de hierboven geciteerde tekst (hij schrijft πολλοὺς τῶν Ἰουδαίων in plaats van πολλοὺς μὲν Ἰουδαίους, en voegt ἀπὸ toe vóór τοῦ Ἑλληνικοῦ). Hieruit volgt dat aan de basis van de huidige overlevering een nog ouder exemplaar (in unciaalschrift) staat: het archetype. Dit archetype moet ouder zijn dan het handschrift waaruit Eusebius citeerde (tenzij men aanneemt dat dit handschrift het archetype is of dat Eusebius zelf het Testimonium schreef).

#### Oude vertalingen
Het Arabische Boek van de Opschriften (Kitab al-’Unwan), geschreven door Agapius de Geschiedschrijver, de 10e-eeuwse Melkitische bisschop van Hierapolis Bambyce, bevat een afwijkende versie van het Testimonium. Deze luidt:

Want hij vertelt in de verhandelingen die hij heeft geschreven tijdens het bestuur over de Joden: “In die tijd was er een wijze man die Jezus heette; hij was van onberispelijk gedrag en het was bekend dat hij deugdzaam was. En velen onder de Joden en andere volkeren werden zijn leerling. Pilatus veroordeelde hem tot kruisiging en dood. En degenen die zijn leerling waren geworden zegden hun trouw in hem niet op. Zij berichtten dat hij hen drie dagen na de kruisiging was verschenen en dat hij weer levend was. Daarom geloofden zij dat hij de Messias was, over wie de Profeten wonderen hebben verhaald.

Shlomo Pines oppert dat het Testimonium van Agapius misschien een nauwkeurig verslag is van wat Josephus schreef, omdat daarin de gedeelten ontbreken die verdacht zijn als mogelijke toevoegingen door christelijke kopiisten. Vermoedelijk parafraseerde Agapius zijn bron echter en wel een Syrische versie van het Testimonium in de vertaling van Eusebius' Historia Ecclesiastica door Michaël de Syriër. Met name de woorden “men dacht dat hij de Christus was” wijken in de Syrische versie af. Een dergelijke meer afstandelijke formulering heeft de Latijnse vertaling van Hiëronymus ook. Deze variant in het Latijn en het Syrisch gaat volgens Alice Whealey waarschijnlijk terug op een Grieks manuscript.

### Wetenschappelijke hypothesen
Het onderwerp van de authenticiteit van het Testimonium is aanleiding geweest voor veel wetenschappelijke discussies. Louis Feldman telt 87 artikelen, die gepubliceerd zijn in de periode van 1937-1980 en waarvan “het overgrote deel de oorspronkelijkheid geheel of gedeeltelijk betwist.” In het algemeen gaan tekstcritici ervan uit dat kopiisten getrouw hun werk deden, wat blijkt uit het feit dat verwante handschriften doorgaans slechts minimaal verschillen. De tekst van het hypothetische archetype kan daarom vrijwel altijd doorgaan voor wat de auteur zelf, in dit geval Josephus, schreef. Omdat hypothesen over invoeging (interpolatie) dus in het algemeen a priori minder waarschijnlijk zijn en meer aannames vergen, ligt de bewijslast bij wie argumenteert voor interpolatie of bewerking (zie ook het scheermes van Ockham).
De hypothesen ten aanzien van het Testimonium Flavianum vallen te onderscheiden in drie groepen:
- Het Testimonium is authentiek. Deze hypothese, die tot de negentiende eeuw algemeen aanvaard is geweest, wordt verdedigd door een kleine minderheid.
- Het Testimonium is gedeeltelijk authentiek, maar geïnterpoleerd en/of bewerkt door een christelijke kopiist.[11] Deze hypothese is de laatste decennia in verschillende varianten gemeengoed geworden.
- Het Testimonium is niet authentiek, maar volledig een latere interpolatie. Twijfels over het Testimonium bestonden er sinds de zeventiende eeuw, maar deze hypothese werd uiteindelijk algemeen aanvaard onder historisch-kritische wetenschappers in de 19e eeuw en wordt door sommigen nog altijd aangehangen.

## Woordgebruik en compositie

### Woordgebruik
Het woordgebruik en de stijl van het Testimonium kunnen iets zeggen over de authenticiteit ervan. Als deze significant afwijken, kan dit een indicatie zijn van latere invoeging. Inderdaad is beweerd dat een gedeelte van de passage woordgebruik bezigt dat verder niet bij Josephus voorkomt. Het Testimonium maakt bijvoorbeeld gebruik van de Griekse term ποιητής met de betekenis “verrichter” (als onderdeel van de zin “verrichter van wonderbaarlijke daden”), maar elders maakt Josephus alleen gebruik van het woord poietes in de betekenis van “poëet, dichter,” terwijl het juist Eusebius is die ποιητής gebruikt in de betekenis van “verrichter van wonderbaarlijke daden” als hij verwijst naar Jezus. Dat Eusebius de woorden “verrichter van wonderbaarlijke daden” gebruikt voor Jezus (en in latere werken voor God), zou ook een bewijs kunnen zijn van de invloed van het vocabulaire van het Testimonium op zijn eigen woordgebruik.
Veel huidige wetenschappers constateren dat het vocabulaire en de grammatica van de passage goed passen bij de stijl en taal van Josephus. John P. Meier beweert bijvoorbeeld dat "vocabulaire en grammatica van de passage (nadat het ontdaan is van het duidelijke christelijke materiaal) heel goed overeenkomen met de stijl en het taalgebruik van Josephus. (...) Bijna elk woord in het wezenlijke gedeelte van het Testimonium wordt elders bij Josephus aangetroffen — in feite blijkt het grootste gedeelte van de woordenschat juist kenmerkend te zijn voor Josephus." Louis H. Feldman schrijft dat “sommige van de verdedigers van de stelling dat het een vervalsing is zouden moeten toegeven dat het dan wel een goede is.”

### Compositie
Het korte en bondige karakter van het Testimonium steekt schraal af bij uitvoeriger passages over schijnbaar trivialer onderwerpen. Maar dit heeft vooral te maken met moderne verwachtingspatronen. Josephus was doorgaans afhankelijk van hoe uitvoerig zijn bronnen waren. Bovendien wijken vergelijkbare passages over Joodse profeten (zoals de Samaritaanse profeet, Johannes de Doper en Theudas) qua omvang niet veel af.
Een gerelateerd argument tegen de echtheid van het Testimonium is dat het probleemloos weggelaten kan worden. Zowel structureel als inhoudelijk loopt de paragraaf ervóór vloeiend over in die erna. Dit zou erop kunnen wijzen dat óf de hele paragraaf een latere tussenvoeging is, óf dat die is herschreven. Daartegen pleit dat de compositie van dit deel van de Joodse Oudheden wel meer onregelmatigheden vertoont en de chronologie nogal door elkaar loopt. Bij antieke schrijvers zijn dergelijke procedés niet ongewoon, omdat er nog geen voetnoten bestonden waarin men korte uitweidingen kwijt kon. Bovendien had men te maken met bronnen van verschillende omvang die soms zelfs tegenstrijdig waren.

## Het Testimonium als tekst van Josephus
Het is zeker dat Josephus geen christen was. Veel geleerden vinden het daarom onaannemelijk dat het Testimonium in de huidige vorm authentiek is. John Dominic Crossan heeft het als volgt gesteld: "Het probleem is hier dat het verslag van Josephus te mooi is om waar te zijn, te gelovig om onpartijdig te zijn en te christelijk om joods te zijn." Met name de volgende drie passages zijn verdacht:
- "... voor zover het geoorloofd is hem een man te noemen."
- "Hij was de Christus."
- "Hij was namelijk aan hen verschenen op de derde dag, opnieuw levend. De goddelijke profeten hadden die dingen en ontelbare andere wonderlijke dingen over hem gezegd."

### "Hij was de Christus"
De uitspraak "hij was de Christus” is verdacht, omdat dat lijkt aan te geven dat de schrijver dacht dat Jezus de Joodse messias was. In de toekomstverwachting van Josephus zelf staat Vespasianus centraal en de duidelijke benaming van Jezus als de Christus lijkt daarmee op gespannen voet te staan. Maar het is twijfelachtig of Josephus Vespasianus als een messiasfiguur zag. Ook is het niet aantoonbaar dat Josephus χριστός (christos) als een titel gebruikte. De uitspraak “hij was de Christus” is wellicht beter te begrijpen als identificatie. Josephus legt dan voor zijn 1e-eeuwse Romeinse lezerspubliek uit dat deze Jezus die Christus was waar die christenen het over hadden. De Romeinse schrijvers Tacitus en Plinius de Jongere noemen Jezus alleen Christus zonder ook maar iets door te laten schemeren van een messiaanse status van Jezus.
Hoewel de overgeleverde tekst “hij was de Christus” luidt, is het mogelijk dat de oorspronkelijke tekst luidde: "Men geloofde dat hij de Christus was" (zie boven bij Tekstgeschiedenis).

### Jezus' bovenmenselijke status
Ook de zinnen “voor zover het geoorloofd is hem een man te noemen” en “hij was namelijk aan hen verschenen op de derde dag, opnieuw levend” wat de goddelijke profeten voorzegd zouden hebben, vinden velen te christelijk klinken om aan Josephus toe te schrijven. Maar volgens Ulrich Victor is het onterecht om deze zinnen met christelijke veronderstellingen te lezen, zoals vaak gebeurt. De gebruikte terminologie verraadt namelijk de antieke voorstellingswereld, waarin een mens met uitzonderlijke kwaliteiten 'god' genoemd kon worden, zoals Sokrates en Pythagoras. Ook komen verhalen voor over postmortale verschijningen aan de volgelingen van dit soort mannen. Victor beschouwt het hele Testimonium, waarin Josephus zich dus aan zijn Grieks-Romeinse publiek aanpast, als authentiek. Josephus zou aan willen tonen dat ook de Joden geestelijk hoogstaande mannen hebben.

### Latere christelijke interpolaties
Een passage over Jezus die geïnspireerd lijkt te zijn door het Testimonium, maar daar inhoudelijk zeer van afwijkt, staat ook in een Oud-Russische aangepaste tekst van De Joodse Oorlog, geschreven rond 1250. Het is belangwekkend dat de passage over Jezus niet het enige opvallende verschil is tussen de Oud-Russische en de Griekse versie van De Joodse Oorlog. Andere afwijkende passages in de Oud-Russische versie betreffen verhalen over Johannes de Doper, de prediking van Jezus (en tevens zijn dood en opstanding) en de eerste activiteiten van de kerk. Robert Eisler heeft geopperd dat die tekst is vervaardigd aan de hand van een van de kladversies van Josephus. Deze stelling heeft geen navolging gevonden.

### Mogelijke christelijke bron
Gary J. Goldberg heeft betoogd dat er misschien  een literair verband bestaat tussen Josephus en het Evangelie volgens Lucas. Er is namelijk een aantal overeenkomsten in woordkeuze en woordvolgorde tussen het Testimonium en het verhaal van de Emmaüsgangers in Lucas 24:19-21 en 24:26-27:

19Jezus vroeg hun: ‘Wat dan?’ Ze antwoordden: ‘Wat er gebeurd is met Jezus uit Nazaret, een machtig profeet in woord en daad in de ogen van God en van het hele volk. 20Onze hogepriesters en leiders hebben hem ter dood laten veroordelen en laten kruisigen. 21Wij leefden in de hoop dat hij degene was die Israël zou bevrijden, maar inmiddels is het de derde dag sinds dit alles gebeurd is. [...] 26Moest de messias al dat lijden niet ondergaan om zijn glorie binnen te gaan?’ 27Daarna verklaarde hij hun wat er in al de Schriften over hem geschreven stond, en hij begon bij Mozes en de Profeten.

Goldberg concludeert dat Josephus en Lucas hun passages ontleend hebben aan een gemeenschappelijke christelijke (of joods-christelijke) bron. Ook wijst hij erop dat enkele als interpolatie verdachte uitspraken van Josephus geen parallel hebben bij Lucas.

## Het Testimonium en vroegchristelijke schrijvers

### Vroegchristelijke schrijvers
Elke indicatie van het bestaan van het Testimonium Flavianum is afwezig in de teksten van christelijke schrijvers tussen 93/94 na Chr. en ca. 300 na Chr. Een mogelijke uitzondering is Origenes (zie hieronder). De vraag is wat deze stilte betekent voor de authenticiteit van het Testimonium. Sommigen leiden eruit af dat de tekst vóór die periode niet bestond. Want Justinus de Martelaar bijvoorbeeld zou in zijn pogingen om de Jood Trypho te overtuigen zeker melding hebben gemaakt van het Testimonium, omdat het een “uiterst duidelijk antwoord” op Trypho zou zijn geweest. Het probleem van deze argumentatie is dat er geen bewijs bestaat dat Justinus ook maar een van de werken van Josephus kende. Het argument dat vroegchristelijke schrijvers het Testimonium gebruikt zouden moeten hebben verliest aan kracht, omdat het is aangetoond dat geen enkele christen van vóór het concilie van Nicea (325 na Chr.) gebruikgemaakt heeft van geschriften van Josephus in verweerschriften tegen de Joden. Sterker nog, hoewel sommige christenen vóór Origenes zeker gedeelten uit De Joodse Oorlog en Tegen Apion hadden gelezen, is het niet duidelijk of zij de Joodse Oudheden hadden gelezen. Zij verwijzen dus niet naar Josephus voor Johannes de Doper, Herodes of Pilatus. Vóór Origenes verwijst niemand aantoonbaar naar boek 18 van de Joodse Oudheden, waar het Testimonium in staat.

### Origenes
De theoloog Origenes verwijst vanaf ongeveer het jaar 240, toen hij in Caesarea ging werken, naar de Joodse Oudheden. In de bewaard gebleven werken citeert Origenes nergens het Testimonium Flavianum. Wel verwijst hij naar Josephus' vermelding van Jacobus de broer van Jezus (Joodse Oudheden 20.200) en expliciet naar boek 18 in het geval van Johannes de Doper, hetzelfde boek als het Testimonium. In de context van deze passages is het niet per se noodzakelijk dat Origenes het Testimonium ter sprake bracht. Opmerkelijk is dat Origenes schrijft dat Josephus “niet geloofde dat Jezus de Christus was” en: “Hij aanvaardde Jezus niet als de Christus.” Omdat het Testimonium Jezus wél "de Christus" noemt, zou men hieruit af kunnen leiden dat wat Origenes als tekst van Josephus kende, op zijn minst afweek van het huidige Testimonium. Origenes schrijft bovendien wel meer opvattingen toe aan Josephus die de laatste niet had, bijvoorbeeld dat de val van Jeruzalem het gevolg zou zijn van de moord op Jakobus.
De situatie van de verwijzingen naar Josephus bij Origenes is voor meerdere uitleg vatbaar. Misschien  kende Origenes de Joodse Oudheden zonder Testimonium, misschien ging Origenes minder precies met de tekst van de Joodse Oudheden om dan vaak verondersteld wordt en verwarde hij Josephus met Hegesippus, en misschien kende hij het Testimonium in een andere, authentiekere vorm. Volgens sommige wetenschappers stond in de versie van de Joodse Oudheden die Origenes kende, wel iets over Jezus, want anders zou Origenes geen reden hebben gehad om te beweren dat Josephus “Jezus niet als de Christus aanvaardde.” Misschien bevatte deze versie de zin “men geloofde dat hij de Christus was”, zoals die bij Hiëronimus en Michaël de Syriër in hun citaten van het Testimonium voorkomt (zie boven).

### Eusebius
Ken Olson heeft betoogd dat het Testimonium is bedacht door Eusebius van Caesarea. Deze stelling onderbouwt hij met stilistische argumenten. Ook zou Eusebius hiermee hebben willen aantonen dat Jezus een “wijs man” was en geen “tovenaar.” Olsons argumenten zijn bekritiseerd door James Carleton Paget en Alice Whealey.
In deze discussie speelt het volgende citaat van Eusebius een rol:

31Dat het soms nodig is een leugen te gebruiken ten nutte van degenen die een dergelijke werkwijze vereisen.

Nog afgezien van de vraag of deze hoofdstuktitel van Eusebius zelf afkomstig is, zou er niet zozeer 'leugen' als wel 'fictie' bedoeld kunnen zijn in de context van de vraag of het om pedagogische redenen verantwoord zou kunnen zijn om zaken aan te leren die niet letterlijk bedoeld zijn, zoals de mensvormigheid van God. Het is niet aannemelijk dat Eusebius het goed vond complete teksten te vervalsen om zijn betoog te ondersteunen.

## Verwijzing naar Jezus als de broer van Jakobus
De andere verwijzing naar Jezus in de werken van Josephus staat ook in de Joodse Oudheden (namelijk 20.200 of 20.9.1). Het betreft de terechtstelling van een man, die traditioneel geïdentificeerd wordt als Jakobus de Rechtvaardige.

197Nadat Caesar op de hoogte was gebracht van de dood van Festus, zond hij Albinus als procurator naar Judea. Maar de koning zette Jozef uit zijn hogepriestersambt en schonk die waardigheid aan de zoon van Ananus, die eveneens Ananus heette.
198Het verhaal gaat dat deze oudste Ananus een zeer gelukkig man was, want hij had vijf zonen die allemaal het voorrecht hadden God als hogepriester te mogen dienen, nadat hij zelf eerder die waardigheid lange tijd had bekleed, een voorrecht dat geen van onze hogepriesters ooit ten deel was gevallen. 
199Maar deze jonge Ananus die, zoals wij al hebben vermeld, tot hogepriester was benoemd, was iemand met een stoutmoedig en schaamteloos karakter; hij behoorde ook tot de sekte der Sadduceeën die, zoals wij al hebben gezien, meer dan alle andere joden, zeer streng zijn bij het veroordelen van misdadigers. 
200Omdat Ananus dus een dergelijk karakter had, meende hij dat er zich een geschikte gelegenheid voordeed - want Festus was dood en Albinus nog onderweg - en riep hij de Hoge Raad van rechters bijeen en liet voor hen de broer van Jezus, die Christus werd genoemd, wiens naam Jakobus was (τὸν ἀδελφὸν Ἰησοῦ τοῦ λεγομένου Χριστοῦ, Ἰάκωβος ὄνομα αὐτῷ), en een aantal anderen voorgeleiden. Nadat hij hen had aangeklaagd als overtreders van de wet, liet hij hen door steniging ter dood brengen. 
200De burgers die het meest redelijk leken en het meest bezorgd waren over het overtreden van de wetten, waren echter ontevreden over wat er was gebeurd. Zij zonden dus een gezantschap naar de koning met het verzoek dat hij Ananus zou laten weten dat hij zich voortaan van dergelijke handelingen moest onthouden, omdat wat hij al had gedaan niet was te rechtvaardigen. 
202Enigen van hen gingen zelfs Albinus tegemoet, die op terugreis was vanuit Alexandrië, en herinnerden hem eraan dat het onrechtmatig was dat Ananus de Hoge Raad bijeen had geroepen zonder zijn toestemming. 
203Albinus gaf vervolgens gehoor aan wat zij hadden gezegd en schreef een woedende brief aan Ananus, waarin hij dreigde hem te zullen straffen voor wat hij had gedaan. Nadat hij dus maar drie maanden het hogepriestersambt had bekleed, ontzette koning Agrippa hem uit het ambt en benoemde Jezus, de zoon van Damneus, tot hogepriester.

Dit citaat uit de Joodse Oudheden wordt door vrijwel alle wetenschappers in zijn geheel als authentiek beschouwd. Een reden om het als oorspronkelijk te aanvaarden is dat de passage, anders dan het Testimonium, op verschillende plaatsen wordt vermeld door Origenes. Bovendien past de frase "de broer van Jezus, die men Christus noemt" niet bij de theologische voorkeuren van christenen uit de tijd van Origenes en Eusebius, die Jakobus niet als letterlijke broer van Jezus zagen en hem altijd "de broer van de Heer" noemen. 
Emil Schürer was een van de weinige wetenschappers, die de hele passage verwierp, voornamelijk vanwege de a priori reden dat Josephus voor zijn Romeinse lezers de vermelding van het joodse geloof in een messias achterwege wilde laten. 'Christus' is hier echter waarschijnlijk bedoeld als naam, niet als titel. George Albert Wells en Richard Carrier hebben geopperd dat de woorden “die Christus werd genoemd” oorspronkelijk niet in de passage stonden, maar dat die woorden door een christelijke kopiist als een kanttekening zijn toegevoegd, en later in het geheel van de tekst zijn ingelijfd. Enkelen vechten de hele passage aan op basis van discrepanties tussen de Joodse Oudheden en De Joodse Oorlog. Maar opmerkelijke verschillen tussen deze twee werken, met elk hun eigen doelstelling, komen wel vaker voor.